# Hyundai Ioniq
De Hyundai Ioniq is een serie van elektrisch aangedreven auto's van het Zuid-Koreaanse automerk Hyundai, die uitkwam in 2016. De naam "Ioniq" is een porte-manteauwoord van ion en unique.
De Ioniq Hybrid werd voor het eerst gepresenteerd in Zuid-Korea begin 2016. Het officiële debuut kwam pas in maart van dat jaar op de Autosalon van Genève. In november 2016 werd de Ioniq het meest zuinige voertuig volgens het Amerikaanse EPA, met een gemeten verbruik van 1,7 l/100 km. Hiermee overtrof Hyundai de BMW i3.
De Ioniq-lijn bevatte in 2016 drie modellen.

## Ioniq Hybrid

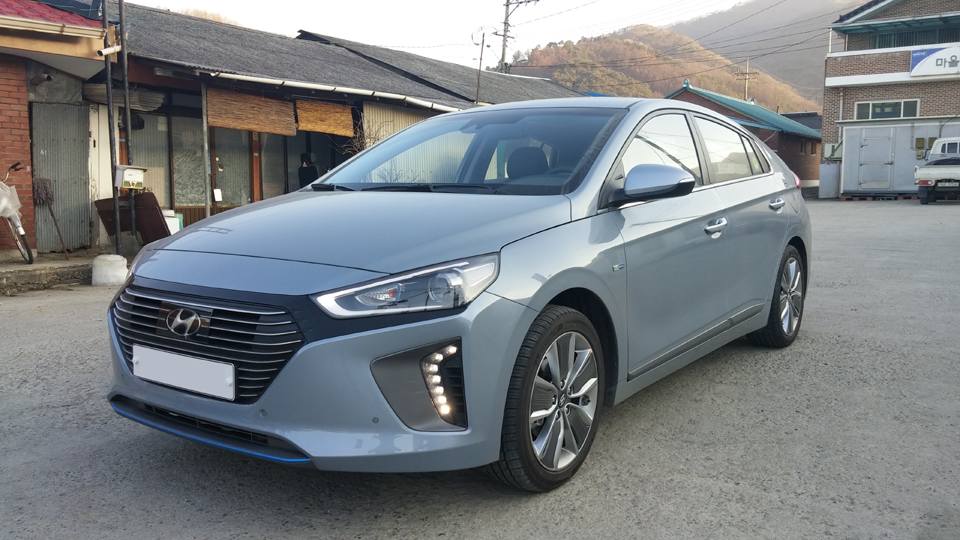
Ioniq Hybrid

De Ioniq Hybrid wordt aangedreven door een 1,6-liter Atkinson-cyclusmotor van Hyundai, met een vermogen van 78 kW (105 pk), en een koppel van 148 Nm. De elektrische motor van de Ioniq Hybrid levert een vermogen van 24 kW (32 pk), met een koppel van 169 Nm. Deze motor wordt aangedreven door een Lithium-ion-polymeer-accu met een vermogen van 1,56 kWh.
Hyundai verwacht hiermee een gemiddeld verbruik van 4,1 l/100 km.

## Ioniq Electric

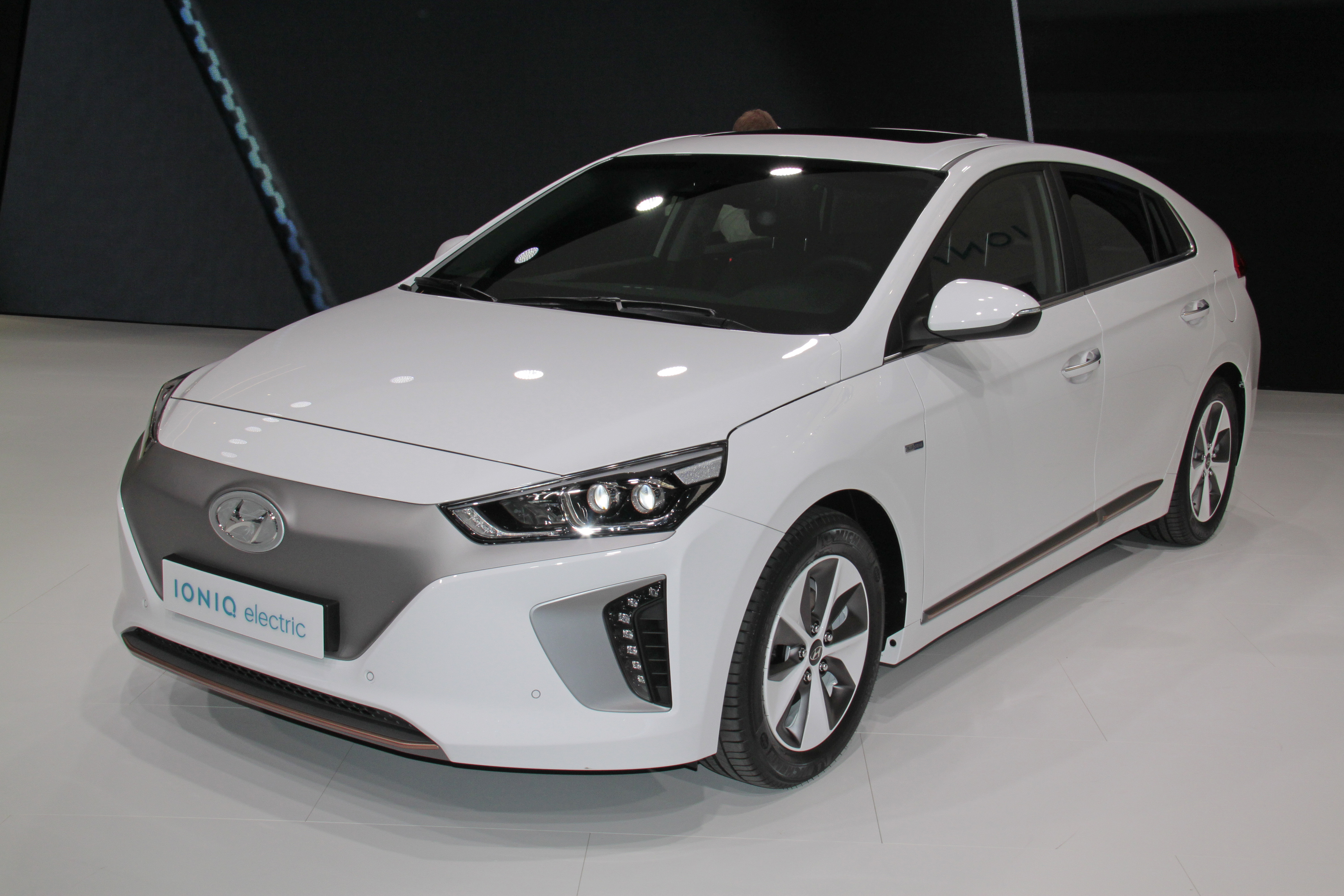
Ioniq Electric

Dit model is geheel elektrisch, en bevat een 28 kWh lithium-ion-polymeer-accu (LiPo) met een bereik van circa 200 kilometer. De Ioniq Electric heeft een elektromotor met een vermogen van 88 kW (120 pk) en een koppel van 295 Nm. Dit is in 2017 het enige model met 4% bijtelling in Nederland.

## Ioniq Plug-in

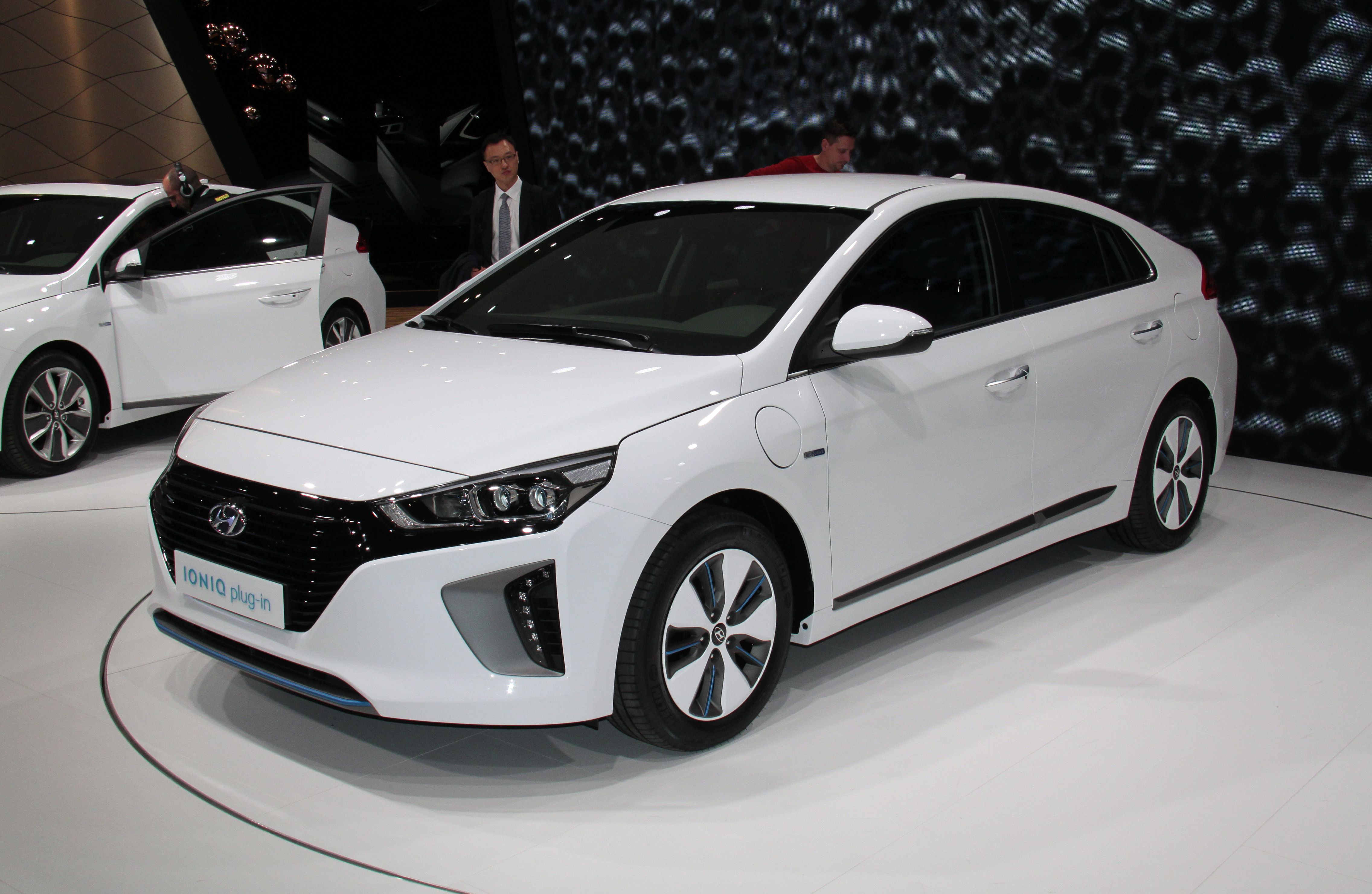
Ioniq Plug-in

Het plug-in model heeft een lithium-ion-polymeer-accu (LiPo) met een vermogen van 8,9 kWh waarmee 50 kilometer gehaald kan worden in elektrische stand. De Ioniq Plug-in combineert een elektromotor van 45 kW met een 1,6-liter viercilindermotor.
Hyundai verwacht hiermee een gemiddeld verbruik van 17,1 kWh/100 km te behalen in elektrische stand.